# 蒼い柘榴
『蒼い柘榴』（あおいざくろ）は、池田理代子による日本の漫画作品。

## 概要
美貌の女性画家・波木邦子と彼女を取り巻く人々の愛憎劇を通して、恋愛の醜い側面や人を愛することの苦しさを描いた作品。
『YOU』1982年8月号から1984年5月号まで断続的に掲載された。
『YOU』月刊化第1号の巻頭カラーを飾った作品。
萩尾望都は第2話を読んだ後、「女性漫画史に残る名作だ」と激賞した。
以下の6話から成るシリーズ物。

第1話「蒼い柘榴」　邦子と史生の出会い

第2話「柘榴狂詩曲」　邦子の過去

第3話「柘榴残照」　千加子の過去

第4話「ラビリンス-迷宮-」　千加子がおこなった父への復讐

第5話「紅楼夢」　とき子の不倫の恋

第6話「夢の疵」　令子の復讐

## あらすじ
編集者の真下史生はひょんなことから、柘榴ばかりを偏執狂的に描くことで知られている女性画家・波木邦子の個展を訪れる。ここで史生は邦子本人と遭遇するが、その後も友人と訪れたレストランや取材で邦子と偶然鉢合わせしてしまう。邦子と遭遇して以来、史生は体の不調を訴えるようになり、医師にも診断してもらうが、体の異常は発見出来なかった。いぶかしる史生に先輩編集者は「お前は波木に恋をしている」と伝える。初めて恋を知った史生はいきなり、邦子に求婚する。年下でそれほど面識もない史生の突然の申し出にあっけにとられる邦子だったが、次第に史生の情熱に触れて心動かされるようになり、それまで不倫相手を同行させていた帰郷の旅に、不倫相手に代わって史生を同行させる。
やがて、邦子は史生との結婚を真剣に考えるようになるが、史生が身体のみの関係と割りきって付き合っていた女性が実は本気であることが判明し、史生は窮地に追い込まれる。

## 登場人物
波木邦子（なみき くにこ）
柘榴の絵ばかりを偏執狂的に描く美貌の画家。35歳。社会的評価が高く、人気があり、画家の団体の理事も務めるなど画壇での地位も高い。恋多き女性であり、美術評論家の安川英悟や有名作家の厳井正三郎と浮名を流す。生来、心臓が弱く、子どもを生むことが出来ない。
美大の教授の子どもとして生まれ、高校時代、父が教授を務める美大の学生と交際していた。しかし、交際相手は父の不倫相手の弟であり、復讐のために邦子に近づいていた。ある日、交際相手に暴行され、それがきっかけで父の不倫が発覚。ショックを受けた母は焼身自殺し、父は失踪した。過酷な過去を乗り越え、編集者と結婚するが、子どもが出来ない体であったため、子どもを望む夫は邦子を裏切り、離婚した。その後は妻子ある安川と交際し、画家としても大成するが、ある事件がきっかけとなり、安川とは完全に破局。（現在も友人としての交流は続けている）その後はやはり妻子ある厳井と交際する。真下の求婚に心を動かした矢先、真下が身体のみの関係と割りきって付き合っていた女性が結婚を求めて騒ぎを起こし、真下は責任をとってその女性と結婚することになる。厳井からは妻が亡くなった後、求婚されたが、真下との交際を理由に断っていた。しかし、最後に厳井の求婚を受け入れたことを示唆するシーンがある。
真下史生（ました ふみお）
共英出版の編集者。外国語大学の卒業生でフランス語を専攻した。27歳。恋愛というものを深く考えたことがなく、パブで知り合った吉池令子に「おとなのつきあい」を提案して付き合っている。
邦子に一目惚れして、求婚する。邦子への思いはフランスへの栄転の話を断って、邦子のもとにとどまることを選択するほど真剣。最初は邦子に歯牙にもかけてもらえなかったが、邦子への想いを伝え続け、ついに邦子と結ばれる。しかし、その直後、令子が「おとなのつきあい」を「身体のみの割りきった関係」ではなく、「結婚を前提とした関係」と勘違いしていたことが判明する。さらに令子は共英出版の取引先の営業部長の親戚であることも判明し、令子から「会社を辞めるか、責任をとって結婚するか」を迫られる。単なる保身ではなく、邦子の恋人である自分が傷つけた人間に対して責任をとれる人間になることが邦子の名誉を守ることになると自分を説得し、令子との結婚を決意する。
岩本千加子（いわもと ちかこ）
邦子の内弟子兼モデルを務める少女。邦子の身の回りの世話をする。
貧しい画学生と水商売の女性の間に生まれた子どもで、父はその後、大成したらしいが、父の名などは知らない。母からは半ばほったらかしにされながら育つが、芯のしっかりした女性に育つ。男に依存しないと生きていけない母を食い物にする母の愛人を憎み、自分を暴行しようとした母の愛人を殺害する。その後、一切の弁明をせずに女子少年院に送られる。女子少年院で美術雑誌に掲載された邦子の絵を見て、邦子ならば自分のことをわかってくれると確信し、邦子を身元引受人に指名し、邦子に引きとられる。
ひょんなことから父のことを知り、ある行動を起こす。
渡辺とき子（わたなべ ときこ）
邦子の親友。互いに悩みを相談しあう仲。
夫と離婚後、一人娘を引き取り、カルチャーセンターの事務員と彫金教室の助手をしながら娘を育てている。妻子ある彫金教室の講師と不倫の関係になり、一時は子どもを捨ててでも添い遂げようと決意するが、不倫相手は自分のことしか考えておらず、死を前にしてとき子の前で醜態をさらした。
吉池令子（よしいけ れいこ）
大東エージェンシー営業管理課主任。29歳。
非常に有能な女性で課長から課長補佐に推されている。生真面目な性格で部下から敬遠されながらも優秀なキャリアウーマンとして認識されている。しかし、実際は非常に結婚願望が強く、史生から「おとなのつきあい」を提示されたときに、それを「結婚を前提とした関係」と思い込み、史生と関係を持つ。その後、史生が自分を弄んでいたことを知り、営業部長を務める親戚を使って、「史生が会社を辞めるか、令子と結婚しなければ、大東エージェンシーは共英出版の出版物から広告を引き上げる」と圧力をかける。

## 書誌情報

### 単行本
池田理代子『蒼い柘榴』集英社（YOUコミックス）、全2巻
1. 1983年12月発売 ISBN 9784088620015
2. 1984年10月発売 ISBN 9784088620251

### 文庫版
池田理代子『池田理代子　傑作選①　蒼い柘榴』集英社文庫
- 2013年12月18日発売 ISBN 9784086194693